# Belalcázar
Belalcázar és un municipi de la província de Còrdova a la comunitat autònoma d'Andalusia, a la comarca de Valle de los Pedroches. Limita al nord amb El Viso i Monterrubio de la Serena; al sud amb Hinojosa del Duque; a l'est amb El Viso; i a l'oest amb Monterrubio de la Serena.
| 1900  | 1910  | 1920  | 1930   | 1940  | 1950  | 1960  | 1970  | 1981  | 1996  | 1998  | 1999  | 2000  | 2001  | 2002  | 2003  | 2004  | 2005  | 2006  |
| ----- | ----- | ----- | ------ | ----- | ----- | ----- | ----- | ----- | ----- | ----- | ----- | ----- | ----- | ----- | ----- | ----- | ----- | ----- |
| 7.682 | 8.440 | 9.374 | 10.186 | 9.471 | 9.590 | 8.793 | 5.425 | 4.226 | 3.943 | 3.879 | 3.835 | 3.768 | 3.743 | 3.712 | 3.646 | 3.602 | 3.576 | 3.567 |